# Los Negros (isola)
L'isola di Los Negros è la terza per estensione dell'arcipelago dell'Ammiragliato.

## Storia
Durante la seconda guerra mondiale, una base giapponese e fu attaccata, il 29 febbraio 1944, da forze alleate incentrate attorno alla 1ª Divisione di Cavalleria statunitense, ebbe così inizio la battaglia di Los Negros, la prima nella campagna delle Isole dell'Ammiragliato.
Dopo la sua cattura, le forze alleate trasformarono Los Negros in un'importante base aerea e navale che venne usata fino alla fine della guerra. Le infrastrutture costruite dagl'alleati includevano oltre ad una base navale nella baia di Seeadler, una base per idrovolanti vicino alla Punta di Lombrum ed un grande aeroporto costruito nella piantazione di Mokerang.